# Sprężystość
Sprężystość – właściwość fizyczna ciał makroskopowych odzyskiwania pierwotnego kształtu (postaci) i objętości po usunięciu sił zewnętrznych wywołujących odkształcenie.
Sprężystość objętościową wykazują wszystkie ciała (stałe, ciecze i gazy), sprężystość kształtu tylko ciała stałe.
Istotną cechą sprężystości ciała jest zachowanie energii tego procesu.

## Mikroskopowa natura sprężystości
Między atomami danego materiału o właściwościach sprężystych działają krótkozasięgowe siły o dużych wartościach. Podczas sprężystej deformacji takiego materiału, zmieniają się odległości międzyatomowe i kąty walencyjne (kąty między wiązaniami atomowymi), co w rezultacie wiąże się z dużymi zmianami energetycznymi (energia sprężystości wzrasta). Dlatego deformacje sprężyste są niewielkie i tym niewielkim deformacjom towarzyszą stosunkowo duże siły. Po zaniknięciu siły powodującej odkształcenie sprężyste materiał wraca do swoich poprzednich wymiarów, ponieważ układ dąży do osiągnięcia minimum energii swobodnej. Atomy materiału ponownie zajmą swoje poprzednie pozycje.

## Granica sprężystości
Jeśli zakres odkształceń danego materiału przekroczy graniczną wartość odkształceń sprężystych, to albo materiał straci swoją ciągłość, czyli pęka, jeśli był kruchy, albo też, jeśli był ciągliwy (plastyczny), nastąpi w materiale przyrost odkształcenia bez przyrostu naprężenia i wejdzie on w zakres deformacji plastycznej (płynięcie), która jest nieodwracalna.

## Sprężystość a elastyczność
Sprężystość czasem mylona jest z elastycznością, z którą mamy do czynienia np. w przypadku gumy. Jednak mikroskopowa natura elastyczności jest inna.